# Larroque-sur-l’Osse
Larroque-sur-l’Osse település Franciaországban, Gers megyében. Lakosainak száma 218 fő (2022. január 1.). Larroque-sur-l’Osse Lannes, Beaumont, Condom, Fourcès, Larressingle és Montréal községekkel határos.

## Népesség
A település népességének változása:
| Lakosok száma | 350  | 258  | 254  | 198  | 235  | 242  | 236  | 223  | 221  | 218  |
|               | 1968 | 1982 | 1990 | 2006 | 2013 | 2015 | 2017 | 2019 | 2020 | 2022 |